# Scream (Kelis)
Scream è un brano musicale della cantante statunitense Kelis, estratto come terzo singolo dall'album Flesh Tone. Il brano presenta un suono electro-house con l'aggiunta di un pianoforte e di una melodia blues.

## Il video
Il video prodotto per Scream ha debuttato il 28 settembre 2010. È stato filmato negli ultimi giorni del mese dell' agosto del 2010 ed è stato Diretto da John Rankin Wadell. Scream è stato girato in grafica Digitale 3D, e pubblicato alla pagina ufficiale di Kelis di YouTube una settimana dopo la versione originale in anteprima. Il video inizia con l'inquadratura di Kelis che corre in una strada e si vede in primo piano. Poi si alternano delle scene dove Kelis è vestita con tute particolari illuminate e colorate di Viola e grigio, ed altre dove si trova in una stanza con mura bianche e lei è legata a delle catene mentre canta.

## Tracce
- Digital Download

1. "Scream" - 3:30

- Digital Remixes EP

1. "Scream" (AL-P of MSTRKRFT Remix) - 4:01
2. "Scream" (LA Riots Remix) - 6:32
3. "Scream" (Russ Chimes Remix) - 6:25
4. "Scream" (RUXPIN Remix) - 4:55
5. "Scream" (Shameboy Remix) - 5:38

## Crediti
La canzone "Scream" è stata registrata presso Casa de Kelis e mixata presso Gum Prod Studio a Parigi.
- Jean Baptiste – scrittore
- Ryan Buendia (DJ Replay) – Ingegneria acustica
- DJ Tocadisco – co-produttore, scrittore
- David Guetta – mixer, Produttore,
- Neil Jacobson – vocalista
- Kelis Rogers – scrittrice, voce